# Ajuntament de Brussel·les

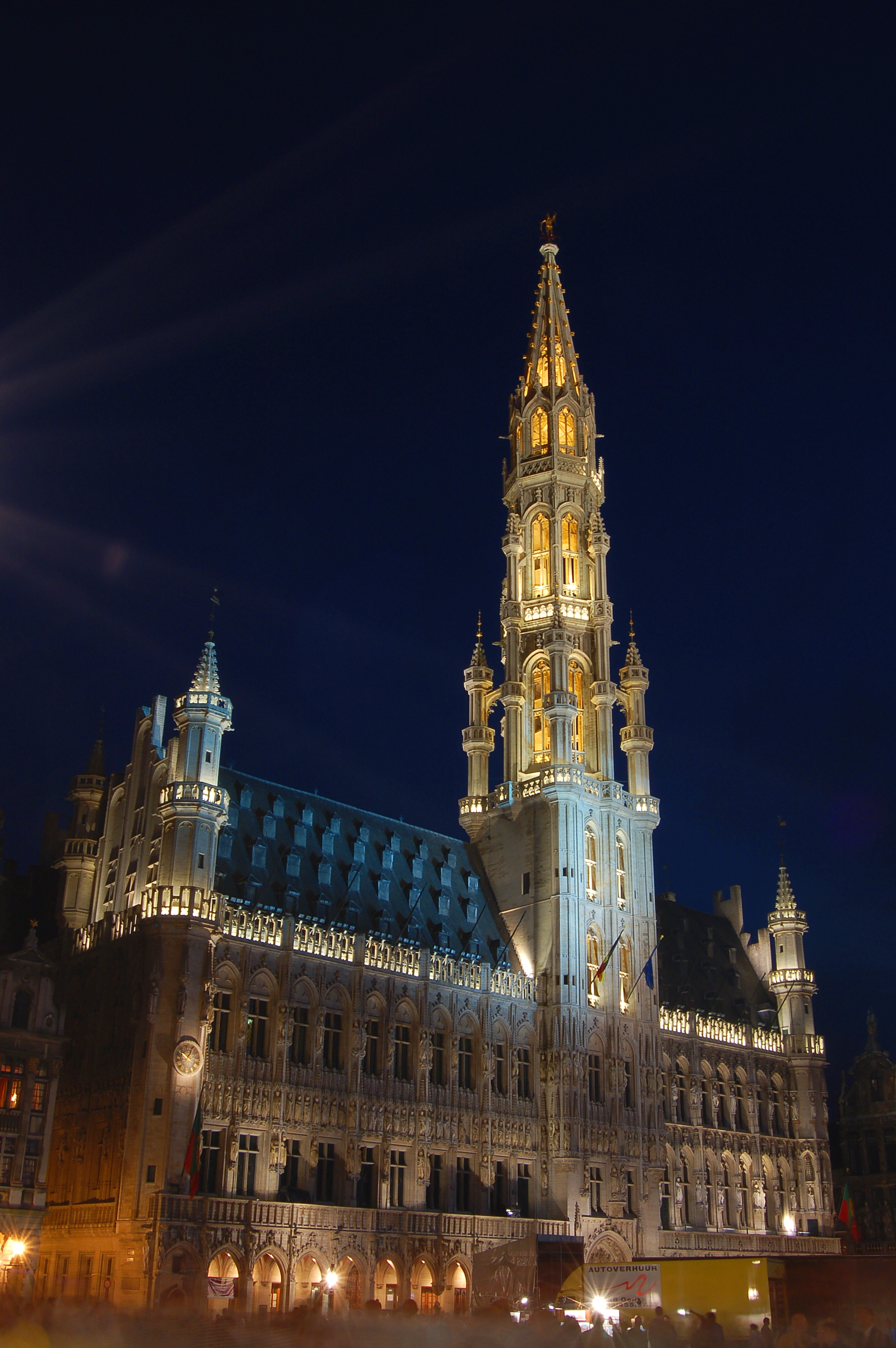
L'Ajuntament de nit

L'Ajuntament de Brussel·les és un edifici situat a la Grand Place de Brussel·les, a Bèlgica.
La part més antiga de l'Ajuntament actual és la seva ala oriental. Aquesta ala, juntament amb un campanar petit, fou construïa des de 1402 a 1420 sota la direcció de Jacob van Thienen. Tanmateix, l'admissió dels gremis de diversos oficis al govern de la ciutat tradicionalment patrici probablement va comportar l'expansió de l'edifici. L'ala més curta es completava en cinc anys des que Carles l'Atrevit posés la seva primera pedra el 1444. L'ala dreta fou construïda per Guillaume de Voghel que el 1452 també construïa l'Aula Magna.
La torre, del 1449, és obra de Jan van Ruysbroeck. Té 96 m d'alçada i està lleugerament torta.